# نظریه‌های اجتماعی زیست‌شناختی تجاوز جنسی

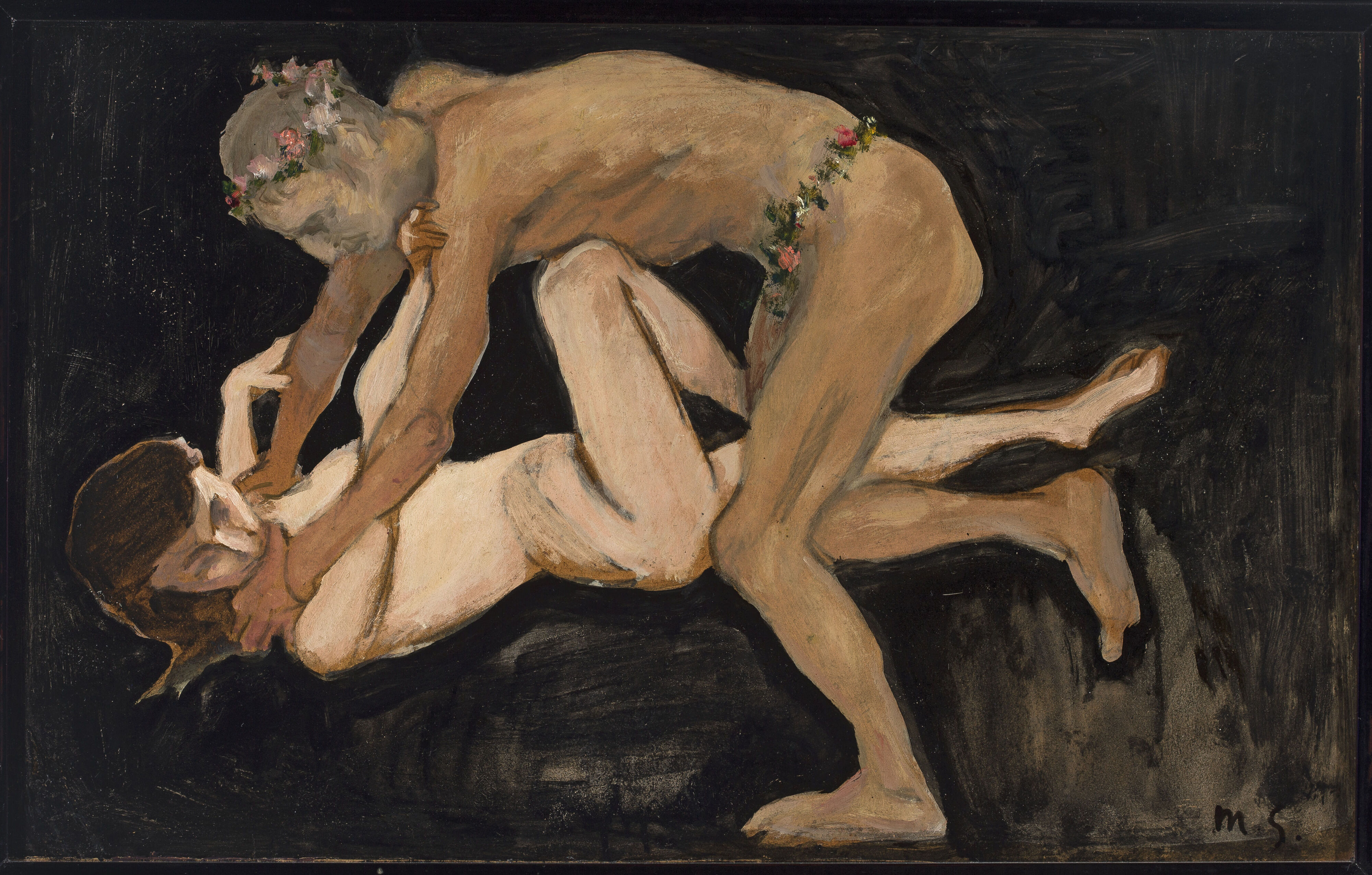
تصویر تجاوز مرد سیاه پوست به دختر سفید پوست

نظریه‌های اجتماعی زیست‌شناختی تجاوز (انگلیسی: Sociobiological theories of rape) بررسی می‌کند که چگونه سازگاری فرگشتی بر روان‌شناسی متجاوزان تأثیر می‌گذارد. چنین نظریه‌هایی بسیار بحث‌برانگیز هستند، زیرا نظریه‌های سنتی معمولاً تجاوز جنسی را یک سازگاری رفتاری نمی‌دانند. برخی به دلایل اخلاقی، مذهبی، سیاسی یا علمی به چنین نظریه‌هایی اعتراض دارند. برخی دیگر استدلال می‌کنند که آگاهی صحیح از علل تجاوز برای اقدامات پیشگیرانه مؤثر ضروری است.